# Departamento de Kanel
Kanel es un departamento de la región de Matam en Senegal, con una población censada en noviembre de 2013 de 238 065 habitantes.
Se encuentra ubicado al noreste del país, cerca de la frontera con Mauritania.